# North Collins (New York)
Pour les articles homonymes, voir North Collins.
North Collins est une ville (town) située dans le sud du comté d'Érié dans l'État de New York aux États-Unis.
Lors du recensement de 2010, sa population est de 3 523 habitants, dont 1 232 dans le village de North Collins. La municipalité s'étend sur 43,03 milles carrés (111,45 km2).

## Histoire
Cette région a été colonisée pour la première fois en 1809. Son nom est un dérivé de la ville de Collins.